# Licancábur
Licancábur är en vulkan i Bolivia, på gränsen till Chile. Toppen på Licancábur är 5 920 meter över havet.
Den högsta punkten i närheten är Cerro Sairecábur, 5 971 meter över havet, 13,0 km norr om Licancábur.
Trakten runt Licancábur är ofruktbar med lite eller ingen växtlighet.